# Carlos Arnoldo Salcido Flores
Carlos Arnoldo Salcido Flores (nascut a Ocotlan, Jalisco el 2 d'abril de 1980) és un futbolista mexicà que actualment juga al PSV Eindhoven.

## Trajectòria
Carlos A. Salcido va néixer en una família humil. De nen va perdre a la seva mare, Va créixer només amb el seu pare, fins que es va anar de la seva casa buscant millor sort en la veïna ciutat de Guadalajara. Va Intentar creuar als EUA, però les tres vegades que ho va intentar ho va deportar l'oficina d'immigració, de manera que va oblidar el somni americà i va tornar a la Perla Tapatía (Guadalajara) on va tenir diverses ocupacions: va passar per fàbriques i fusteries, fins que va entrar en el futbol professional.
Salcido mai va pensar que seria futbolista, jugava futbol a nivell aficionat tot i que ja tenia vint anys, edat en la qual la major part dels futbolistes ja van debutar o almenys ja pertanyen a un equip. La seva gran oportunitat li va arribar quan uns amics d'ell estaven a punt de participar en partit de futbol enfront d'alguns visors del Club Deportivo Guadalajara, però els faltava un jugador, és en aquest moment quan Salcido va jugar amb una llicència falsa, i ho va fer tan bé que va rebre una oferta de Chivas, per a posteriorment anar als Països Baixos amb el PSV Eindhoven. ff

### Gallos de Aguascalientes: campió de Primera "A"
Carlos Arnoldo Salcido Flores va debutar en el futbol professional de Mèxic en la lliga d'ascens (Primera "A") amb l'equip Gallos de Aguascalientes (el qual va canviar la seva franquícia a la ciutat de Guadalajara, Jal., quan el Necaxa va decidir jugar en la ciutat d'Aguascalientes); amb els Galls va ser campió en el torneig Hivern 2000, al derrotar a La Piedad en condició de visitant. En aquest equip va estar sota l'adreça tècnica d'Antonio Ascencio.

### Debut en la Primera Divisió de Mèxic
Va debutar amb el Guadalajara en l'Hivern 2001 sota les ordres d'Oscar Ruggeri, però no va tenir molta sort i va tornar a la Primera 'A' amb el Tapatío.
Després d'un any i d'una gran actuació en la lliga d'ascens, es guanya la seva incursió en el primer equip per al torneig Obertura 2003. Es converteix en titular immediatament, per la seva rapidesa, bona marca i qualitats tècniques, que a més ho van dur a oblidar-se molt prompte de la rudesa que va mostrar en les seves primeres aparicions en el màxim circuit.

### Tècnica i fortalesa
Les seves bones actuacions ho van dur a convertir-se en titular i seleccionat nacional en el seu primer torneig, demostrant que la seva carrera com futbolista avançava molt més ràpid que la de la major part dels jugadors, les seves incursions al capdavant són constants i té l'avantatge que va ser davanter alguna vegada; posseïx una gran tècnica i crida l'atenció per les seves qualitats ofensives, estrany en un defensa.
En 2005 es converteix en el jugador professional amb més minuts jugats en el món, ja que va jugar amb el Guadalajara la lliga, la Copa Libertadores, on va arribar a la ronda de semifinals, i tot el procés de la selecció Nacional, inclosa la Copa Confederacions; amb això, el mitjà futbolístic es va adonar de la resistència d'aquest futbolista.
Es torna indiscutible en la selecció Mexicana dirigida per Ricardo La Volpe. En la Copa Confederacions 2005 va tenir una extraordinària actuació, sobretot en el partit en el qual Mèxic va superar a Brasil per 1-0, ell va ser l'encarregat de marcar a Ronaldinho, a qui va cobrir d'excel·lent manera; així com el gol que li va marcar a Argentina en temps extra en la semifinal. Va formar part del grup que va representar Mèxic en la Copa del Món d'Alemanya 2006.

### Futbol Holandès
Després d'una destacada actuació en el Mundial 2006, Salcido és fitxat pel PSV Eindhoven dels Països Baixos, convertint-se en el segon mexicà a jugar en la primera divisió neerlandesa (anteriorment ja ho havia fet Joaquín de l'Om per al Vitesse) per a convertir-se en titular indiscutible, la seva solidesa enrere ha fet que es guanyi la total confiança de Ronald Koeman. Al març de 2007 després d'una convocatòria en data FIFA per a un partit amistós contra Veneçuela, el cos mèdic de la selecció Mexicana li va detectar una lesió en la regió lumbar, que posa en alerta al tècnic Hugo Sánchez, pel que aquest decideix no alinear-lo, cosa que no va ser presa en compte pel club neerlandès.
En l'última data Salcido amb la lesió a coll alinea en el partit definitiu del campionat neerlandès, en el qual el PSV necessitava guanyar i esperar altres resultats. Afortunadament per a la seva causa, els resultats esperats pel PSV es concreten i s'alcen com campions de lliga.
Carlos Salcido es convertiria així en el primer mexicà campió de la Lliga Holandesa i el segon en assolir-lo en la seva temporada debut i amb una enorme alegria quan se li vegi jugant la Lliga de Campions d'Europa 2007-2008.
És el segon capità de l'equip neerlandès, El 5 de desembre renova per al PSV el seu contracte fins al 2012 per 35 milions d'euros i una fitxa anual de 3.8 milions euros no obstant això el seu clàusula de rescició de contracte arriba als 75 milions d'euros. amb això el conjunt neerlandès assegura a una de les seues màximes figures, davant les remors sobre ofertes de clubs de nivell del Chelsea, València, AC Milan, Atlètic de Madrid i el mateix poderós Manchester United que ho tenien en la seva agenda per al mercat d'hivern de la temporada 2008/2009, sent així el segon mexicà millor pagat i pretès en el futbol europeu només per darrere de Rafael Márquez la fitxa anual del qual ronda els 4.9 Milions d'euros per temporada

## Internacional

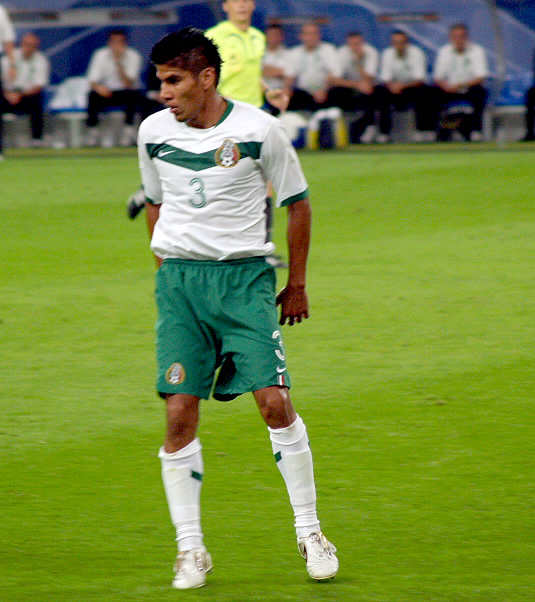
Carlos Salcido, Disputant un encontre amb la selecció mexicana

Ha estat internacional amb la selecció de futbol de Mèxic.
Durant la copa or 2007 Carlos Salcido abandona a la selecció nacional en plena competició previ al partit semifinal contra la selecció de l'illa de Guadaloupe per causes injustificades, més tard es donaria a conèixer que Salcido tindria serioses diferències amb a l'auxiliar del tècnic Sergio Egea arran de les crítiques que aquest li va fer a la seva condició física durant el partit contra Cuba. Salcido recentment va reconèixer que la fama i l'èxit a Europa li haurien fet perdre el seny i la senzillesa que sempre ho han caracteritzat. Segons va dir llavors, "només vaig tenir problemes amb part del cos tècnic" i que Egea li va dir que havia de jugar perquè prengués ritme perquè els seus companys li duien avantatge, el que el defensa va prendre com burla.
Va aclarir que Hugo va conèixer la situació i ho havia entès i que estava disposat a acudir a qualsevol cridat, la qual cosa va complir.
Sobre la pròxima instauració del cridat codi d'ètica que va donar a conèixer la Comissió de Seleccions Nacionals i va ser aprovat pels amos dels equips de Primera Divisió a Mèxic, *Salcido va dir no estar assabentat, pel que "(per a opinar) he de saber què diu (el codi)".